# Minden (New York)
Minden est une ville du comté de Montgomery, dans l'État de New York, aux États-Unis,. En 2010, elle comptait une population de 4 297 habitants.

## Démographie
Lors du recensement de 2010, la ville comptait une population de 4 297 habitants. Elle est estimée, en 2016, à 4 142 habitants.